# Eastern Conference (NHL)
 For alternative betydninger, se Eastern Conference. (Se også artikler, som begynder med Eastern Conference)
Østkonferencen (engelsk: Eastern Conference, fransk: Conférence de l'Est) er en af to konferencer i den professionelle nordamerikanske ishockeyliga, National Hockey League (NHL), og den består af ligaens to østligste divisioner: Metropolitan Division og Atlantic Division med i alt 16 hold. Dens vestlige pendant er Western Conference.
Konferencen etableredes i 1974 under navnet Prince of Wales Conference, da NHL-organisationen inddelte ligaens hold i to konferencer og fire divisioner. Eftersom de nye konferencer og divisioner ikke havde specielt meget at gøre med den nordamerikanske geografi, valgte man at undgå geografiske navne til både konferencer og divisioner, selvom Wales-konferencen de facto var konferencen for de østlige hold. Navnene på konferencerne og divisionerne blev ændret i 1993 for at afspejle deres geografiske placeringer. Den dengang nyudnævnte kommissær for NHL, Gary Bettman, gennemførte ændringerne for at fremme forståelsen for ikke-hockeyfans, ligesom både andre professionelle sportsligaer såsom NBA, NFL og MLB tidligere havde gjort. Ændringen medførte dog flere klager fra purister og ældre hockeyfans, der følte, at ændringen fjernede magien fra ligaens historie.

## Divisioner
Oprindeligt bestod Wales-konferencen af Adams-divisionen og Norris-divisionen. I 1981 skiftede Norris-divisionen tilhørsforhold til Clarence Campbell Conference, mens Patrick-divisionen i stedet kom ind under Wales-konferencen. Da navnene på konferencerne og divisionerne i 1993 blev ændret, kom Østkonferencen til at bestå af Atlantic Division og Northeast Division. Omstruktureringen i 1998 tilføjede endnu en division, Southeast Division til konferencen, der dermed kom til at bestå af tre divisioner. 
Southeast Division blev nedlagt i 2013, hvorved holdene igen blev fordelt i Atlantic Division og den nyoprettede Metropolitan Division.
| Atlantic Division   | Metropolitan Division |
| ------------------- | --------------------- |
| Boston Bruins       | Carolina Hurricanes   |
| Buffalo Sabres      | Columbus Blue Jackets |
| Detroit Red Wings   | New Jersey Devils     |
| Florida Panthers    | New York Islanders    |
| Montreal Canadiens  | New York Rangers      |
| Ottawa Senators     | Philadelphia Flyers   |
| Tampa Bay Lightning | Pittsburgh Penguins   |
| Toronto Maple Leafs | Washington Capitals   |

## Mesterskaber
Mesterskabet i Østkonferencen er gennem tiden blev afgjort på forskellige måder. Indtil 1982 havde National Hockey League et slutspilssystem, der adskilte sig fra de øvrige nordamerikanske professionelle sportsligaers slutspil på den måde, at holdene blev seedet uden hensyntagen til deres konference. Det betød f.eks., at to hold fra samme konference kunne mødes i Stanley Cup-finalen, hvilket skete i 1977, 1978 og 1980. I tiden med dette slutspilsformat blev mesterskabet i Prince of Wales-konferencen afgjort i ligaens grundspil, hvor det hold, der opnåede flest point blev kåret til konferencemestre.
Siden indførelsen af konferencefinalerne i 1982 er mesterskabet i Prince of Wales- hhv. Øst-konferencen gået til det hold, der vandt konferencefinalen i slutspillet.
Fra 1982 til 1993 gik de fire bedste hold i hver division videre til slutspillet. Vinderne i første runde mødtes i divisionsfinalerne, hvorefter de to divisionsvindere spillede om konferencemesterskabet i konferencefinalen. I perioden 1994-2013 gik de otte bedste hold i konferencen videre til slutspillet, hvor de to divisionsvindere automatisk blev topseedede. Siden 2014 er de tre bedste hold i hver division garanteret et slutspilsplads, mens de sidste to pladser i slutspillet uddeles som wildcards til de to bedste resterende hold i konferencen på tværs af de to divisioner.
Mesterholdet i Østkonferencen modtager trofæet Prince of Wales Trophy og holdet møder mestrene fra Vestkonferencen i Stanley Cup-finalen.

### Grundspilsvindere i Prince of Wales-konferencen
| Sæson                            | Mestre (titel nr.)      |
| -------------------------------- | ----------------------- |
| 1974-75                          | Buffalo Sabres (1)      |
| 1975-76                          | Montreal Canadiens† (1) |
| 1976-77                          | Montreal Canadiens† (2) |
| 1977-78                          | Montreal Canadiens† (3) |
| 1978-79                          | Montreal Canadiens† (4) |
| 1979-80                          | Buffalo Sabres (2)      |
| 1980-81                          | Montreal Canadiens (5)  |
| † Holdet vandt også Stanley Cup. |                         |

### Slutspilsvindere i Prince of Wales-konferencen
| Sæson                            | Mestre (titel nr.)       | Finalister          | Res. |
| -------------------------------- | ------------------------ | ------------------- | ---- |
| 1981-82                          | New York Islanders† (1)  | Quebec Nordiques    | 4–0  |
| 1982-83                          | New York Islanders† (2)  | Boston Bruins       | 4–2  |
| 1983-84                          | New York Islanders (3)   | Montreal Canadiens  | 4–2  |
| 1984-85                          | Philadelphia Flyers (1)  | Quebec Nordiques    | 4–2  |
| 1985-86                          | Montreal Canadiens† (6)  | New York Rangers    | 4–1  |
| 1986-87                          | Philadelphia Flyers (2)  | Montreal Canadiens  | 4–2  |
| 1987-88                          | Boston Bruins (1)        | New Jersey Devils   | 4–3  |
| 1988-89                          | Montreal Canadiens (7)   | Philadelphia Flyers | 4–2  |
| 1989-90                          | Boston Bruins (2)        | Washington Capitals | 4–0  |
| 1990-91                          | Pittsburgh Penguins† (1) | Boston Bruins       | 4–2  |
| 1991-92                          | Pittsburgh Penguins† (2) | Boston Bruins       | 4–0  |
| 1992-93                          | Montreal Canadiens† (8)  | New York Islanders  | 4–1  |
| † Holdet vandt også Stanley Cup. |                          |                     |      |

### Slutspilsvindere i Østkonferencen
| Sæson                            | Mestre (titel nr.)               | Finalister                       | Res.                             |
| -------------------------------- | -------------------------------- | -------------------------------- | -------------------------------- |
| 1993-94                          | New York Rangers† (1)            | New Jersey Devils                | 4–3                              |
| 1994-95                          | New Jersey Devils† (1)           | Philadelphia Flyers              | 4–2                              |
| 1995-96                          | Florida Panthers (1)             | Pittsburgh Penguins              | 4–3                              |
| 1996-97                          | Philadelphia Flyers (3)          | New York Rangers                 | 4–1                              |
| 1997-98                          | Washington Capitals (1)          | Buffalo Sabres                   | 4–2                              |
| 1998-99                          | Buffalo Sabres (3)               | Toronto Maple Leafs              | 4–1                              |
| 1999-2000                        | New Jersey Devils† (2)           | Philadelphia Flyers              | 4–3                              |
| 2000-01                          | New Jersey Devils (3)            | Pittsburgh Penguins              | 4–1                              |
| 2001-02                          | Carolina Hurricanes (1)          | Toronto Maple Leafs              | 4–2                              |
| 2002-03                          | New Jersey Devils† (4)           | Ottawa Senators                  | 4–3                              |
| 2003-04                          | Tampa Bay Lightning† (1)         | Philadelphia Flyers              | 4–3                              |
| 2004-05                          | Sæson ikke spillet pga. lockout. | Sæson ikke spillet pga. lockout. | Sæson ikke spillet pga. lockout. |
| 2005-06                          | Carolina Hurricanes† (2)         | Buffalo Sabres                   | 4–3                              |
| 2006-07                          | Ottawa Senators (1)              | Buffalo Sabres                   | 4–1                              |
| 2007-08                          | Pittsburgh Penguins (3)          | Philadelphia Flyers              | 4–1                              |
| 2008-09                          | Pittsburgh Penguins† (4)         | Carolina Hurricanes              | 4–0                              |
| 2009-10                          | Philadelphia Flyers (4)          | Montreal Canadiens               | 4–1                              |
| 2010-11                          | Boston Bruins† (3)               | Tampa Bay Lightning              | 4–3                              |
| 2011-12                          | New Jersey Devils (5)            | New York Rangers                 | 4–2                              |
| 2012-13                          | Boston Bruins (4)                | Pittsburgh Penguins              | 4–0                              |
| 2013-14                          | New York Rangers (2)             | Montreal Canadiens               | 4–2                              |
| 2014-15                          | Tampa Bay Lightning (2)          | New York Rangers                 | 4–3                              |
| 2015-16                          | Pittsburgh Penguins† (5)         | Tampa Bay Lightning              | 4–3                              |
| 2016-17                          | Pittsburgh Penguins† (6)         | Ottawa Senators                  | 4–3                              |
| 2017-18                          | Washington Capitals† (2)         | Tampa Bay Lightning              | 4–3                              |
| 2018-19                          | Boston Bruins (5)                | Carolina Hurricanes              | 4–0                              |
| † Holdet vandt også Stanley Cup. |                                  |                                  |                                  |